# 다비드 (트라페준타)

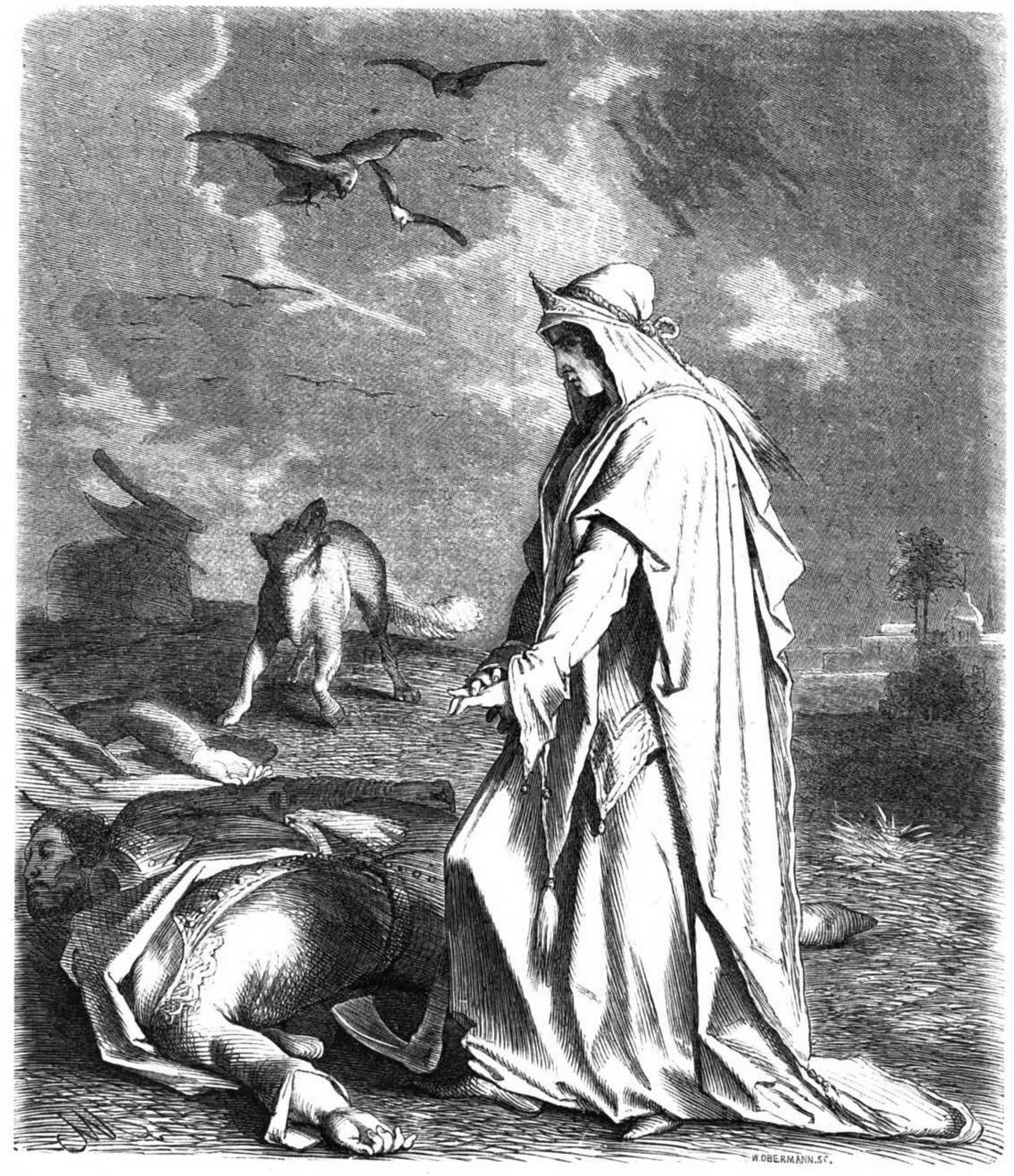

트라페준타의 다비드(Δαβίδ Μέγας Κομνηνός, 1408년 - 1463년 11월 1일)는 트라페주스 제국의 마지막 황제(재위 1459년 - 1461년)이다.

## 생애
그는 1408년 황태자 알렉시오스 메가스 콤네노스와 황태자비 테오도라 칸타쿠제노스 사이에서 태어났다. 1456년 오스만 제국이 쳐들어 와 제국을 거의 무너뜨릴 정도에 이르자, 형 트라페주스의 요한네스 4세가 항복하면서 그를 1458년에 볼모로 보냈다.
그러나 1459년 형이 죽자 황제가 되었다. 주변 이슬람 국가들과 공존하려는 형과는 다르게 그는 제국을 위협하는 오스만 제국을 물리치고 제국의 독립을 지키기 위해 십자군을 준비하고자 했으나 이 생각은 너무나도 시대착오적인 생각이었는데 이로 인해 사실상 멸망한 제국에게 오랜 동맹국 조지아 왕국 뿐 아니라 동방 정교회를 믿는 서방 국가들도 외면했으며 가톨릭을 믿는 신성로마제국과 교황청도 이들에게서 등을 돌리면서 제국은 풍전등화의 위험에 직면하고 말았다. 이 사실에 몹시 열받은 1460년 오스만 제국의 대규모 침략이 시작됐다. 극소수의 제국군들은 산발적으로 저항했으나 결국 1461년 8월 15일 그는 오스만 술탄 메흐메트 2세에게 무릎을 꿇으면서 그리스인의 마지막 제국을 바친다.
십자군을 시도했다는 사실에 몹시 격분한 메흐메트 2세는 비잔티움 황실 관련자들을 당장 처형하라는 지시를 내리면서 황태자와 함께 처형되었고 그의 두 딸은 각기 오스만 제국의 하렘(후궁)과 조지아 영주 부인이 되었다가 얼마 못가 처형되었으며, 무슬림으로 변장해서 유일하게 살아남은 아들 게오르기오스는 조지아로 탈출했으며 이후 행방은 알 수 없다.

## 자녀
- 바실레이오스, 1463년 처형됨
- 트라페주스 황자 마누엘, 1463년 처형됨
- 5살짜리 아들, 1463년 처형됨
- 트라페주스 황자 게오르기오스(1460년–?) 몰년 미상
- 트라페주스 황녀 안나(1447년–1463년), 하렘이 됨. 1463년 처형됨.
- 무명의 딸, 조지아 영주 부인.

| 전임 요한네스 4세 | 트라페준타 제국의 황제 1459년 - 1461년 | 후임 (제국의 멸망) |